# Gare de Morbier
La gare de Morbier est une gare ferroviaire française de la ligne d'Andelot-en-Montagne à La Cluse (surnommée ligne des Hirondelles), située sur le territoire de la commune de Morbier dans le département du Jura en région Bourgogne-Franche-Comté.
C'est une halte voyageurs de la Société nationale des chemins de fer français (SNCF) desservie par des trains TER Bourgogne-Franche-Comté.

## Situation ferroviaire
Établie à 860 mètres d'altitude, la gare de Morbier est située au point kilométrique (PK) 43,999 de la ligne d'Andelot-en-Montagne à La Cluse (voie unique), entre les gares ouvertes de Saint-Laurent-en-Grandvaux et de Morez. En direction de Saint-Laurent, s'intercale la gare fermée de La Savine.

## Histoire
La gare est construite en 1899 par l'entreprise Fougerolle Frères pour la Compagnie des chemins de fer de Paris à Lyon et à la Méditerranée, et aménagée provisoirement en gare de terminus en vue de la mise en service de la ligne le 15 mai 1899, la section terminale n'étant pas alors achevée. 
Elle comprend alors la voie principale, une voie d'évitement, une voie de quai et une voie de débord en impasse, avec grue de 6 tonnes, une prise d'eau de secours avec captage et réservoir en maçonnerie de 50 m³ (porté ensuite à 500 m³) , deux grues hydrauliques destinées à l'alimentation en eau des locomotives, et deux bornes fontaines. Le bâtiment de la gare correspond au plan type du PLM des bâtiments des voyageurs pour station de 3e classe et les installations sont complétées d'une halle à marchandises de 10 m de largeur
.
En 1914, la sécurité des itinéraires est assurée par un enclenchement à serrures Bourré.
La gare est rétrogradée au rang de simple halte  dans la deuxième moitié du XXe siècle. Le bâtiment de la gare est vendu à un particulier et une partie des terrains ainsi que la halle à marchandises sont cédés à la commune. Seule la voie principale est conservée, la grue, le portique roulant l'abri-lampisterie et le second quai étant supprimés.

## Service des voyageurs

### Accueil

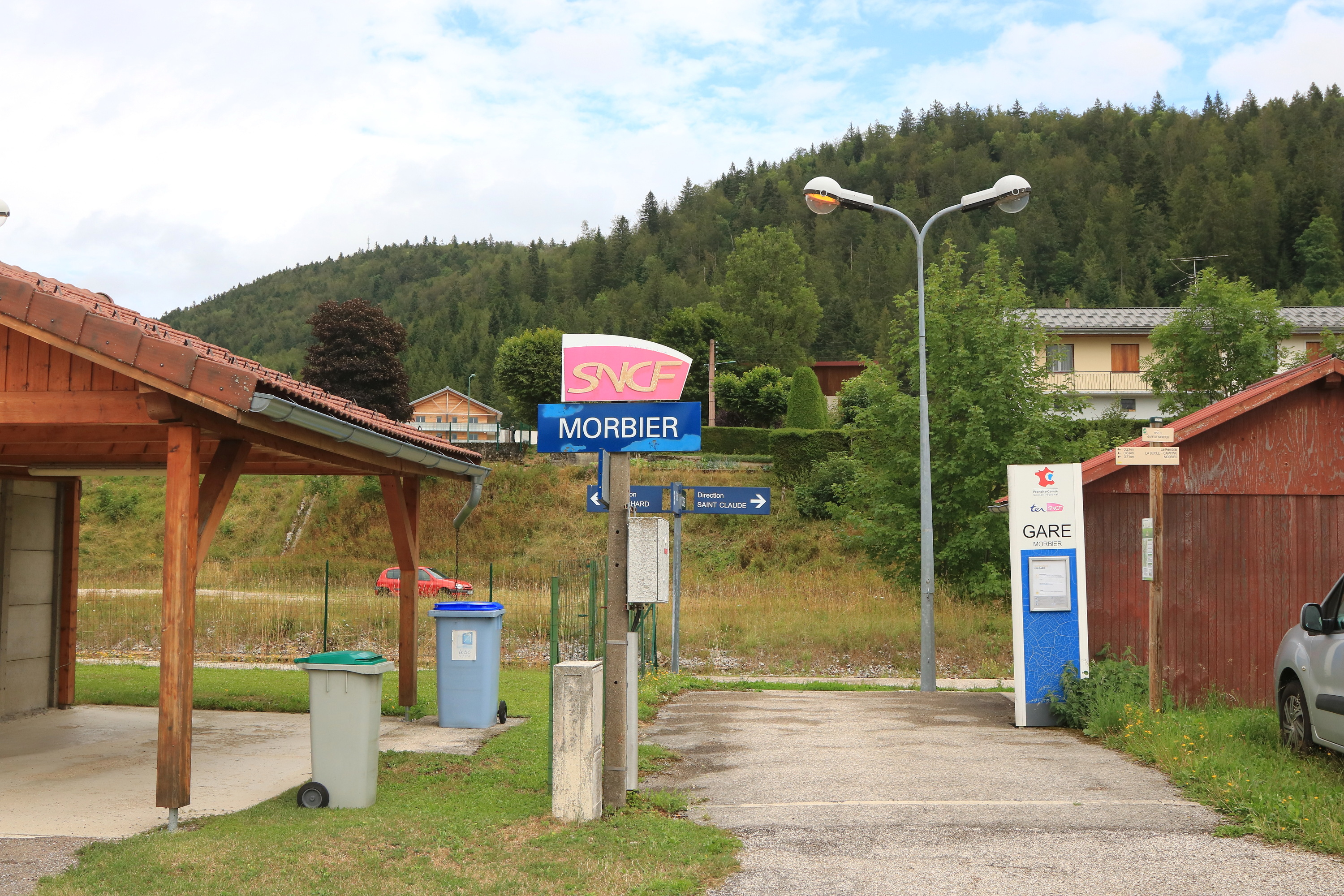
Accès au quai.

Halte SNCF, c'est un point d'arrêt non géré (PANG), à accès libre. Elle ne dispose pas d'automate pour l'achat de titres de transport. 

### Desserte
Morbier est desservie par des trains du réseau TER Bourgogne-Franche-Comté de la ligne Dole - Mouchard - Saint-Claude - Pontarlier.

### Intermodalité
Un parc pour les vélos et un parking pour les véhicules y sont aménagés.